# Fernand Flausch
Fernand Flausch, né le 6 juillet 1948 à Liège et mort le 5 juillet 2013 dans la même ville, est un plasticien, sculpteur et artiste peintre belge.

## Biographie
Fernand Flausch naît le 6 juillet 1948 à Liège,.
Il étudie à l'académie des beaux-arts de Liège dont il est, en 1973, titulaire du cours de sérigraphie. Parallèlement à cela, il assure également les cours de dessin à l'Institut d'Architecture Lambert Lombard à Liège.
Artiste rattaché au mouvement pop art, son imagination et son éclectisme feront qu'il sera vite repéré par l'Association pour le Progrès intellectuel et artistique de la Wallonie (APIAW),.
Après quelques expositions à la Galerie de l'Étuve, à Liège, en 1968 et 1969, il expose, en 1972, en collaboration avec l'APIAW au musée du Fer.
En 1973, il participe à la Biennale de São Paulo et se voit décerner, avec Jean-Michel Folon, le grand prix, lui donnant une renommée internationale.
Il meurt le 5 juillet 2013 à Liège, à l'âge de 64 ans.  
En 2018, l’artiste fait l'objet d'une importante rétrospective à La Boverie,.

## Œuvres

### Tableaux
- vers 1984 : Grand "X", tableau lumineux, plexiglas et aluminium, 75 × 250 cm et 2 × (75 × 122,5 cm), Musée des beaux-arts de Liège.

### Œuvres d'art public

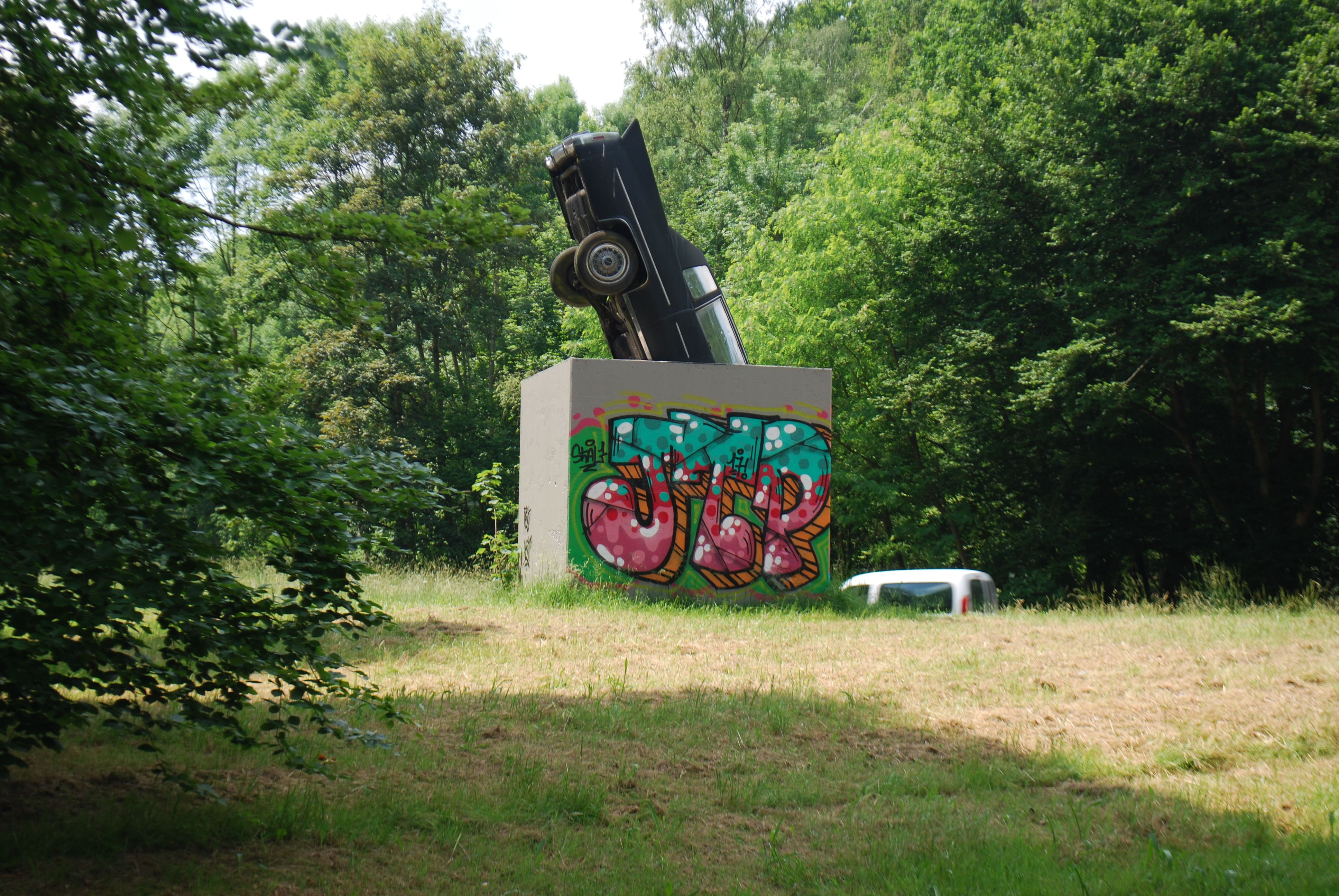
La Mort de l'Automobile, Musée d'art contemporain en plein air du Sart Tilman

- 1980 :  La Mort de l'Automobile[7], Musée d'art contemporain en plein air du Sart Tilman, à l'université de Liège.
- 1988 : Le Feu de Néron et La Bataille des Stylites, à la station Ribaucourt du métro de Bruxelles.
- 1993 : vitrail et néons du cinéma Le Churchill à Liège.
- 1996 : mobilier urbain pour la place Saint-Lambert à Liège.
- 2003 : fresque lumineuse, Le Lounge Club du Belga Queen, Bruxelles et Gand.

### Albums de bande dessinée

#### SérieJonah Hex
- 7 Un trésor au soleil[8], Arédit, coll. « Arédit DC en couleurs », septembre 1982
Scénario : Fernand Flausch - Dessin et couleurs : Ernie Chan -  (ISBN 2-8035-0108-2)

#### One shot
- Radical Café[9],[10], Magic Strip, coll. « Signe des temps », Bruxelles, 1984
Scénario : Fernand Flausch - Dessin et couleurs : Stéphan Colman -  (ISBN 2-8035-0108-2)